# Philipp von Borries

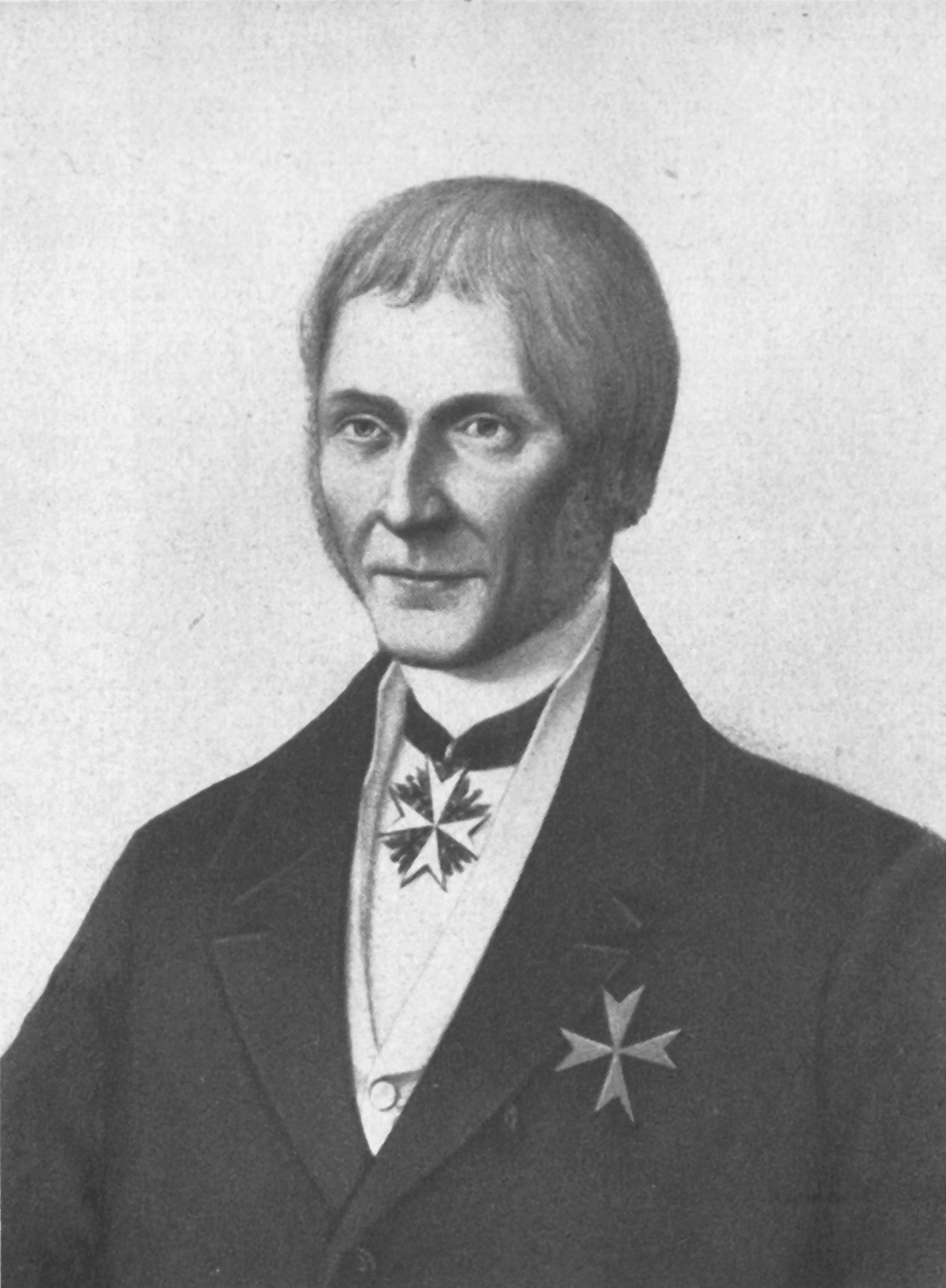
Philipp von Borries

Philipp Karl Ludwig von Borries (* 26. April 1778 in Harsefeld; † 17. Juni 1838 in Herford) war ein deutscher Rittergutsbesitzer, Regierungsbeamter und Abgeordneter sowie von 1817 bis 1832 Landrat des preußischen Kreises Bünde und von 1832 bis 1838 Landrat des Kreises Herford in Westfalen.

## Leben
Seine Eltern waren Otto von Borries (1728–1785) und dessen zweite Ehefrau Eleonore, geborene Gräfin Grote (1749–1820). Die Familie stammt ursprünglich aus Minden, war Teil des Reichsadels und des westfälisch-niedersächsischen Adelsgeschlechts Borries. Philipp von Borries war Fideikommissherr auf Gut Steinlacke. Von 1792 bis 1793 besuchte er die Ritterakademie in Lüneburg. Von 1793 bis 1803 war er Soldat des kurfürstlich hannoverschen Leibdragoner-Regiments und war zuletzt Premierleutnant des Regiments. 1807 war er königlich westphälischer Maire und Abgeordneter der Reichsstände des Königreichs Westphalen. Von 1813 bis 1814 war Philipp von Borries preußischer Rittmeister und 1814 Mitglied der Regierungskommission in Berlin. 1817 wurde Philipp von Borries zum Landrat des Kreises Bünde ernannt. Nach der Auflösung des Kreises Bünde wurde er 1832 zum Landrat des Kreises Herford ernannt, dieses Amt übte er bis zu seinem Tod im Jahr 1838 aus.
Sein Sohn Georg von Borries wurde sein Nachfolger. Die Familie von Borries bekleidete von 1832 bis 1933 für mehr als einhundert Jahre das Amt des Landrats von Herford und brachte zahlreiche weitere hohe preußische Regierungsbeamte hervor.
Philipp von Borries war evangelisch und Rechtsritter des Johanniterordens. Er verheiratete sich am 31. Dezember 1806 in Grabkow mit Luise von Bülow (1777–1861), einer Tochter von Friedrich Ernst von Bülow. Sein zweitältester Sohn Hans (1819–1901) wurde preußischer Oberst und Prähistoriker.